# Strimskogel
Strimskogel – szczyt w grupie Radstädter Tauern, w Niskich Taurach. Leży w Austrii, w kraju związkowym Salzburg.
Leży ok. 10 km od miasta Radstadt; w pobliżu szczytu Steinfeldspitze (2344 m). 